# Kriek

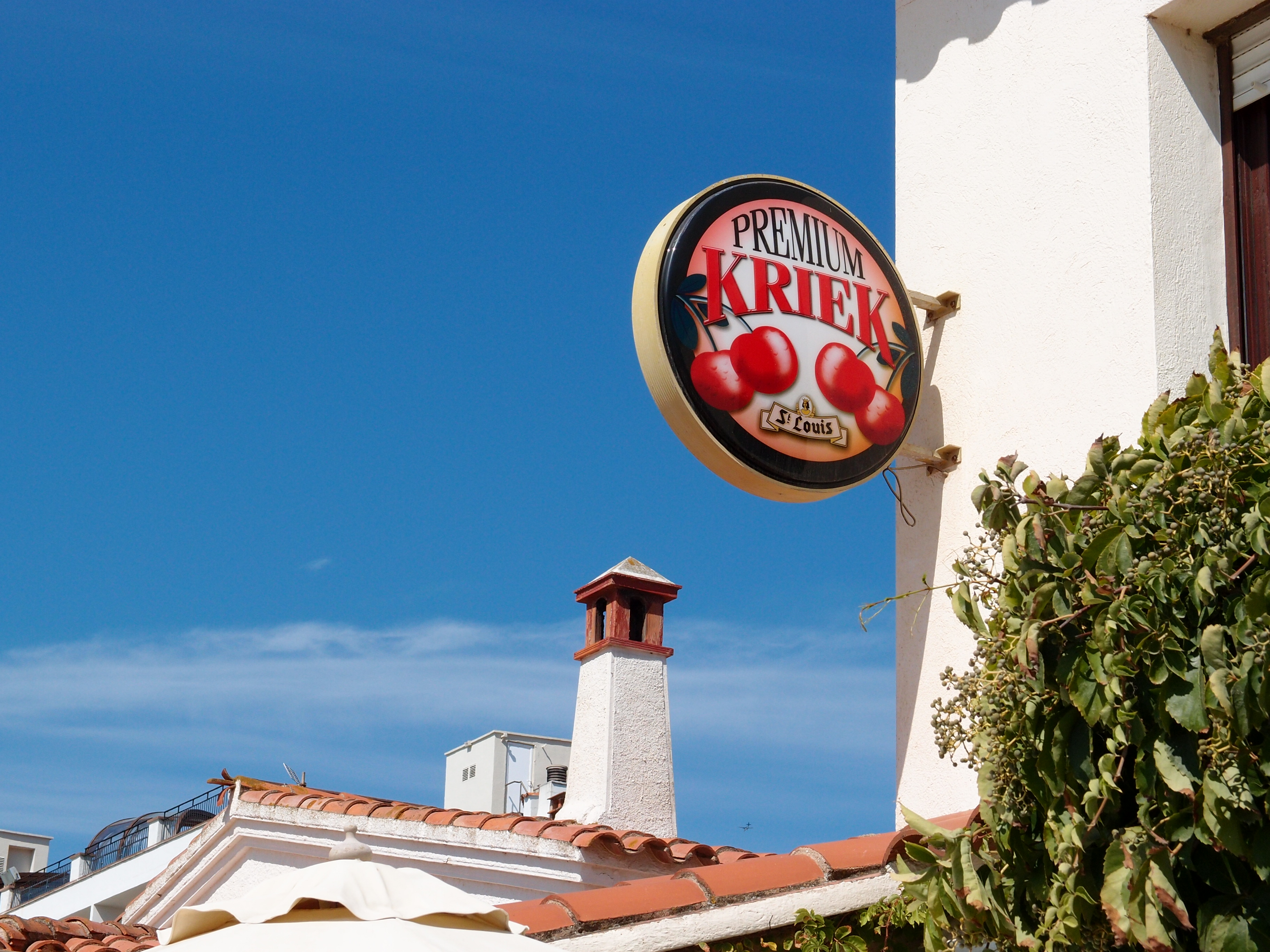
Außenwerbung für Kriek in Roses (Spanien)

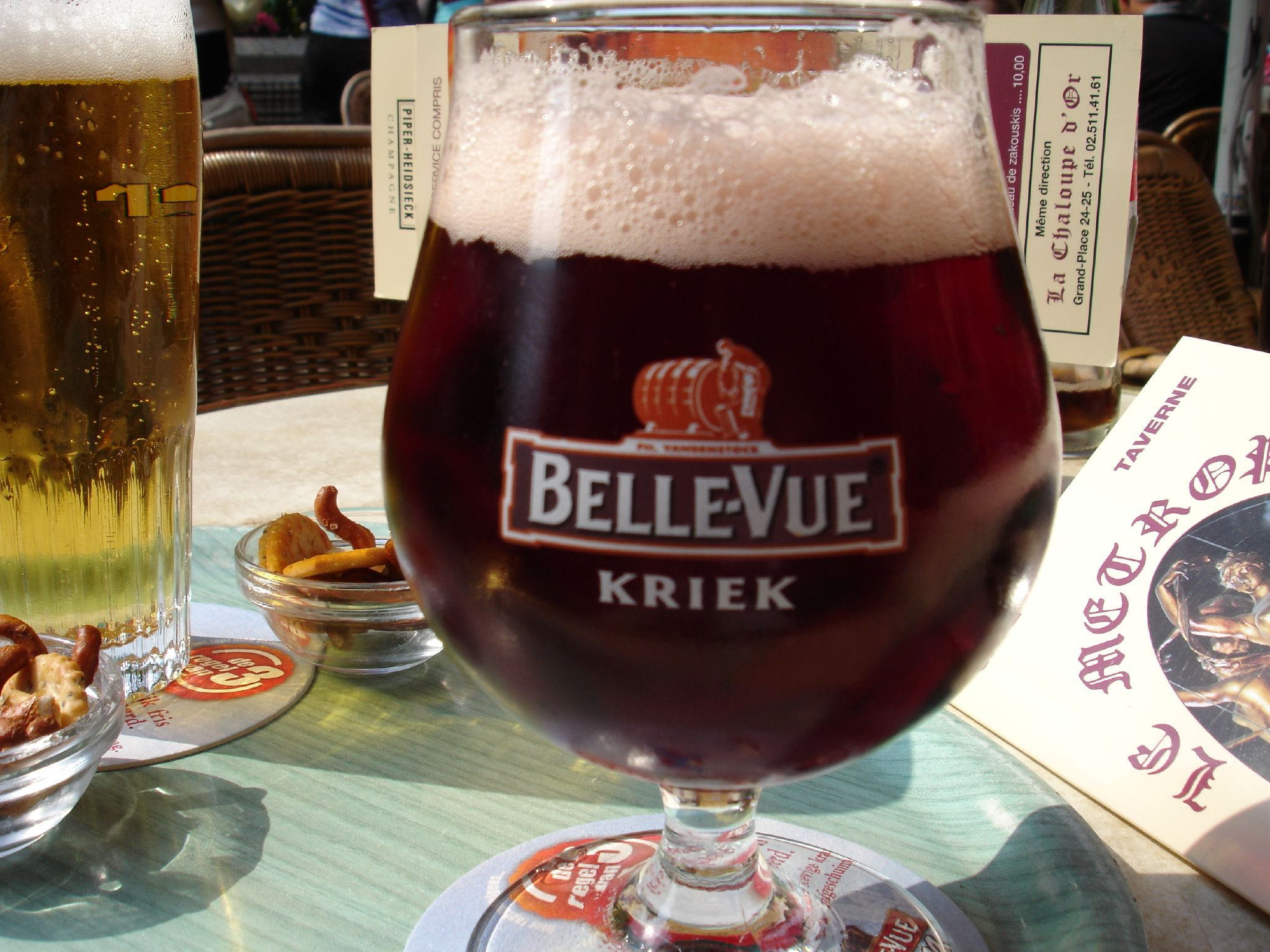
Kriek-Bier

Kriek (Flämisch für Sauerkirsche) ist ein traditionell in Belgien hergestelltes Fruchtlambic mit einem  Alkoholgehalt von etwa 4 % bis 6 %. Es zählt zu den belgischen Bierspezialitäten.

## Herstellung
Pro Liter Bier werden etwa 200 Gramm frische Kirschen in Lambic mazeriert und drei bis 18 Monate zwecks zweiter Gärung durch Fruchtzucker im Fass belassen. Noch heute bevorzugen die Brauer die alte Kirschenart Schaarbeek aus der Nähe von Brüssel. Die ohnehin schon kleinen Kirschen der immer seltener werdenden, herb schmeckenden Sorte werden meist erst geerntet, wenn sie schon leicht eingeschrumpft sind und dadurch bereits konzentriert wurden. Dies sorgt für ein intensiveres Aroma. Das Kirschlambic hat eine rote Farbe und duftet intensiv fruchtig.

## Verzehr
Kriek wird bei einer Temperatur von 5 bis 6 °C aus Ballongläsern getrunken. Seine Fruchtigkeit und Säure haben es zu einem beliebten Sommergetränk werden lassen. Im Winter wird es auf Weihnachtsmärkten auch heiß und gewürzt angeboten. Kriek wird ebenfalls als Zutat in der flämischen Küche verwendet.